# El misterio de Salem's Lot
El misterio de Salem's Lot (título original 'Salem's Lot) es la segunda novela del escritor estadounidense Stephen King, publicada originalmente en 1975. En español se publicó primero con el título La hora del vampiro (La noche del vampiro en Chile). Originalmente King había elegido el título Second Coming ("Segunda venida"), pero luego se decidió por Jerusalem's Lot. Los editores (Doubleday), pensando que sonaba demasiado religioso, recortaron el título a "'Salem's Lot". 
La novela fue adaptada dos veces para la televisión, una miniserie de 1979 y un remake de la misma en 2004. Además, en el año 1995, la BBC la adaptó para un radioteatro.
En 2024 el director Gary Dauberman realizó una nueva versión con Lewis Pullman en el papel de Ben Mears.

## Argumento
Ben Mears había entrado en la casa de los Marsten veinte años atrás, por una apuesta infantil, y lo que vio entonces aún poblaba sus pesadillas. Ahora, como escritor consagrado, tras la  muerte de su esposa ha vuelto a Jerusalem's Lot, un pueblo tranquilo y adormilado donde nunca sucedía nada extraordinario. Hasta que los niños empezaron a desaparecer, los animales morían desangrados y la onda expansiva del horror vació el pueblo y se lo dejó a "ellos"... quienes quiera que fueran.

## Contexto
Mientras enseñaba un curso de Fantasía y Ciencia Ficción en la Academia Hampden, King fue inspirado por Drácula, uno de los libros incluidos en la clase. "Una noche, mientras revivía por segunda vez las aventuras del sanguinario Conde, pregunté a mi esposa qué habría ocurrido si Drácula hubiera aparecido en la América de los años setenta. 'Probablemente habría acabado atropellado por un taxi,' me respondí a mí mismo con una carcajada. Cerramos el asunto, pero en los días siguientes, mi mente seguía volviendo a la idea. Pensé que mi esposa probablemente tendría razón - si el legendario Conde viniese a Nueva York. Pero si llegase a aparecer en un pequeño pueblo, ¿qué pasaría? Entonces decidí que quería averiguarlo, así que escribí 'Salem's Lot, que fue originalmente titulada como Second Coming."
King se explaya sobre esta época en su ensayo para la revista Adeline titulado "On Becoming a Brand Name" (Feb 1980): "Empecé a darle vueltas a la idea en mi mente, y comenzó a tomar forma una posible novela. Pensé que haría una buena, si podía crear una ciudad ficticia con suficiente realidad para compensar la irreal amenaza de un montón de vampiros."
Las influencias políticas de la época influyeron bastante en el estilo de escribir de la novela de King. La corrupción en el gobierno es un factor importante en la inspiración de la historia. "Escribí Salem's Lot, durante el período en el que el comité Ervin estaba en sesión. Ese es también el período en que nos enteramos de la desintegración de Ellsberg, las cintas de la Casa Blanca, la sospechas, la ominosa relación entre la CIA y Gordon Liddy, las noticias sobre la lista de enemigos, las auditorías a los manifestantes contra la inteligencia. En 1973, parecía que el Gobierno Federal había participado en tantas operaciones encubiertas que, al igual que los asesinatos por los que Juan Corona  fue declarado culpable de la matanza en California, el horror parecía nunca acabar... Cada novela es en cierta medida un retrato psicológico del novelista, y creo que la obscenidad indecible en Salem's Lot tiene algo que ver con mi propia desilusión y el consiguiente temor por el futuro. El secreto en Salem's Lot es la paranoia, prevaleció el espíritu de aquellos años. Se trata de un libro sobre vampiros, aunque también es un libro sobre casas silenciosas, sombras ocultas, de personas que ya no son lo que eran. En cierto modo, se parece más a La invasión de los ladrones de cuerpos de lo que se parece a Drácula. El miedo detrás de 'Salem's Lot parece ser que el Gobierno ha invadido a todo el mundo."
King escribió primero sobre Jerusalem's Lot en un cuento corto del mismo título (titulado en español Los Misterios del Gusano), escrito en la universidad, y que años más tarde apareció publicado por vez primera en la antología Night Shift.
En su libro de no-ficción, Danse Macabre, King recuerda un sueño que tuvo cuando tenía ocho años de edad. En el sueño, vio el cuerpo de un hombre ahorcado colgando de la rama de un andamio en una colina. "El cadáver tenía un cartel: ROBERT BURNS. Pero cuando el viento movió el cadáver, vi que era mi cara; podrida y comida por las aves, sí, pero evidentemente era la mía. Y después, el cadáver abrió los ojos y me miró. Desperté gritando, seguro de que el muerto estaría inclinado sobre mí, en la oscuridad. Dieciséis años después, fui capaz de utilizar el sueño como una de las imágenes centrales en mi novela Salem's Lot. Solo cambié el nombre del cadáver por Hubie Marsten."
En una edición de 1969 del "The Garbage Truck", una columna escrita por King para el periódico de la universidad de Maine en Orono, King previó la llegada de Salem's Lot escribiendo: "A principios de 1800 toda una secta de líderes, un extraño, el mejor en la persuasión religiosa, desapareció de su pueblo (Jeremiah's Lot), en Vermont. La ciudad permanece deshabitada hasta el día de hoy."
Además de Drácula, The Haunting of Hill House de Shirley Jackson y Peyton Place de Grace Metalious son citadas como fuente de inspiración para Salem's Lot.

## Edición ilustrada
En 2005, Centipede Press publicó una edición limitada de lujo de Salem's Lot con fotografías en blanco y negro, los dos cuentos "Jerusalem's Lot" y "One for the Road", y más de cincuenta páginas de material eliminado. Un edición en tapa dura con un prefacio escrito por King fue posteriormente comercializado. Posteriormente fue publicado en español por la editorial Plaza & Janés.

### Material eliminado
- Diferentes nombres para la ciudad y el vampiro, 'Salem's Lot es llamado "Momson" (mencionado al final del libro como una ciudad de Vermont cuyos residentes desaparecieron misteriosamente en 1923), y Barlow es llamado "Sarlinov".
- Una conversación entre Susan y Ben acerca de la verdadera naturaleza del mal.
- Una versión extendida de la escena en la que Straker ofrece su "sacrificio" a su "padre oscuro".
- Una escena en la que después de ser declarado muerto, el vampirismo de Danny Glick se muestra mucho más prominente.
- La carta de Barlow a los protagonistas es, en cambio, una casete de grabación. Una Susan vampirizada está con él.
- Un destino más horrible para el Dr. Jimmy Cody. En el manuscrito original, es empalado por cuchillos en una trampa tendida por los vampiros. Aquí es devorado vivo por las ratas.
- Más escenas de vampiros causando el caos; Sandy McDougall es mordido por su bebé Randy, Dud Rogers muerde a Ruthie Crockett. Más tarde, la citada McDougall es asesinada por Jimmy Cody.
- El Padre Callahan, el cura lleno de problemas del pueblo, encuentra su fin de un modo diferente. En lugar de ser obligado a beber la sangre de Barlow y a abandonar la ciudad maldita, marca al vampiro con un cuchillo antes de suicidarse. Furioso, el vampiro profana el cuerpo del sacerdote, decapitándolo y colgándolo al revés.
- Barlow muere por la luz del sol en lugar de ser asesinado por una estaca enterrada en su corazón. Más ratas están presentes en el enfrentamiento final.
- La casa de los Marsten, fue remodelada por Barlow mientras que en la versión publicada la dejan como estaba.

## Adaptaciones
- En 1979 se hizo una miniserie para televisión titulada El misterio de Salem’s Lot (en España) y La noche del vampiro (en Latinoamérica). Fue dirigida por Tobe Hooper (La Masacre de Texas) y cuenta con una espléndida banda sonora compuesta por Harry Sukman. En España, debido a su éxito, se estrenó en cines una versión recortada titulada erróneamente Phantasma 2.
- En 1995 la BBC realizó un radioteatro basado en la novela.
- En 2004 se realizó una versión de la miniserie anterior protagonizada por Rob Lowe y distribuida por Warner Bros. y TNT.
- En 2019 se anunció una adaptación cinematográfica de New Line Cinema, con Gary Dauberman listo para escribir y dirigir, y James Wan como productor.[1][2] El rodaje comenzó en Boston en septiembre de 2021. Lewis Pullman interpreta a Ben Mears,[3] mientras que Spencer Treat Clark y Makenzie Leigh actuarán como Mike Ryerson y Susan Norton respectivamente. La película estaba originalmente programada para estrenarse en los cines el 9 de septiembre de 2022, pero se retrasó hasta el 21 de abril de 2023 antes de ser retirado indefinidamente del calendario de lanzamiento de Warner Bros.[4] Finalmente, la película vio la luz en la plataforma Max el 3 de octubre de 2024 bajo el título Salem's Lot.
- El 22 de agosto de 2021 Epix estrenó Chapelwaite, una serie de televisión de terror estadounidense basada en el cuento Jerusalem’s Lot. El programa fue renovado para una segunda temporada.